# Азрак (оазис)
Азра́к (араб. синий) — оазис в Иордании, расположен в восточной пустыне, в 100 км восточнее Аммана.
Сегодня оазис высыхает. 25 км² бывших водно-болотных угодий уже высохли. За 37 лет число птиц уменьшилось с 347 000 до 1200.
При археологических раскопках в оазисе Азрак нашли каменные орудия возрастом 250 тыс. лет назад. Исследовав орудя, учёным удалось установить, что древние жители Азрака охотились на носорогов, диких лошадей и быков, а также на уток.